# الیکایی گلوراه‌راه
الیکایی گلوراه‌راه (نام علمی: Cantorchilus leucopogon) نام یک گونه از سرده کنارخوان‌ها است.